# The Congos
The Congos är en fortfarande aktiv sånggrupp från Jamaica som bildades i Kingston år 1975. Cedric Myton och "Ashanti" Roy Johnson, båda födda 1947, bildade först den duo som utgjorde The Congos på den första och hyllade LP:n Heart Of The Congos som spelades in och mixades av "reggaedemonproducenten" Lee "Scratch" Perry 1977. På grund av en tvist mellan Perry och Island Records släpptes detta album bara i Jamaica, på Perrys eget musikförlag Black Ark. LP-versioner i gott skick har därför idag ett visst samlarvärde. Efter denna första LP anslöt sig även Vatty Burnett och duon blev för en tid en trio, innan Johnson och Lewis valde att satsa på solokarriärer. Myton fortsatte fram till 1984, då roots reggaegruppen Congos lades ned på grund av de preferensförändringar hos den jamaicanska publiken som den digitaliserade ragga-musiken förde med sig. År 1997 återuppstod emellertid The Congos med Myton, Burnett och en ny tredje sångare, Lindburgh Lewis. The Congos har totalt släppt dryga dussinet album.    
Den ursprungliga trion bestod av "Ashanti" Roy Johnson (född 1947), Cedric Myton (1947) och Vatty Burnett (1951). Cedric Myton – som tidigare hade samarbetat med bland andra Ras Michael och Prince Lincoln Thompson samt varit medlem i rocksteadygruppen The Tartans – tog initiativet till bildandet av gruppen. 
Enbart duon Johnson och Myton ingick i Congos när det första albumet Heart Of The Congos  spelades in år 1977. Detta album producerades av Perry och ett antal av Jamaicas bästa musiker medverkade. Albumet ses av många reggaekännare som ett av de bästa reggaealbumen någonsin.
Trots att albumet ibland kallats för såväl Congos som Perrys bästa fick det ursprungligen ingen spridning utomlands på grund av att Perry brutit samarbetet med Island Records efter en tvist. The Congos har därefter släppt drygt ett dussin album på andra skivmärken. Från början av 1980-talet och fram till mitten av 1990-talet var bandet vilande, men år 1997 släppte The Congos albumet Natty Dread Rise Again. Gruppmedlemmarna var nu Myton, Burnett och Lindburgh Lewis. Albumet Give Them The Rights (2005) hade starka drag av 1970-talets andliga rasta-reggae. The Congos backades upp av nu världskända reggaemusiker som Sly and Robbie, och Earl "Chinna" Smith. Det följande albumet – Fisherman Style (2006) på det återuppväckta brittiska skivmärket Blood and Fire – var en hyllning till The Congos. De stora artisterna från 1970-talet – Horace Andy, Big Youth, Dillinger, Prince Jazzbo, Luciano, Freddie McGregor, Gregory Isaacs, Max Romeo, Michaell Rose, Dean Fraser, Sugar Minott och U-Roy – gjorde varsin "version" utifrån den grundläggande rytmen i låten "Fisherman" som fanns på albumet The Heart Of The Congos.

## Diskografi
Studioalbum
- 1977 – Heart of the Congos - Black Ark (Lee "Scrath" Perry)
- 1979 – Congo Ashanti -  Congo Ashanty/CBS
- 1979 – Image of Africa -  Congo Ashanty/Epic/CBS
- 1981 – Face The Music - Go Feet
- 1997 – Natty Dread Rise Again -  RAS
- 1998 – Revival (Congos) -  VP
- 2001 – Lion Treasure -  JDC/M10
- 2005 – Give Them the Rights -  Young Tree
- 2006 – Fisherman Style - Blood and Fire
- 2006 – Cock Mouth Kill Cock -  Explorer Music också utgiven som Feast (2006) Kingston Sounds
- 2006 – Swinging Bridge -  Mediacom/Nocturne
- 2009 – Back at the Black Ark
- 2012 – FRKWYS Vol. 9: Icon Give Thank (med Sun Araw och M. Geddes Gengras)

Livealbum
- 2000 – Live at Maritime Hall: San Francisco -  2B1

Samlingsalbum
- 1983 – Best Of Congos vol. 1 -  Tafari

## Bilder

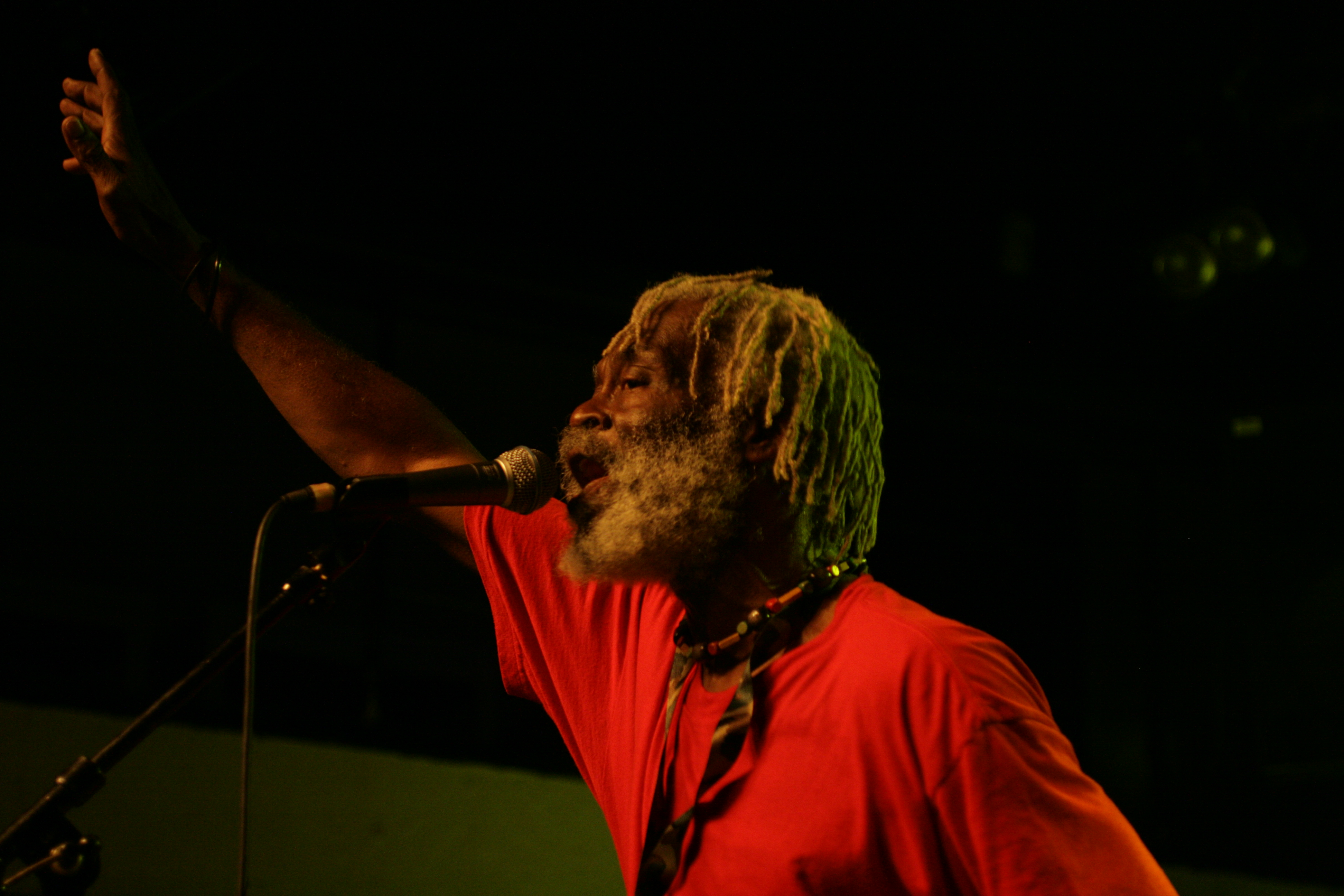
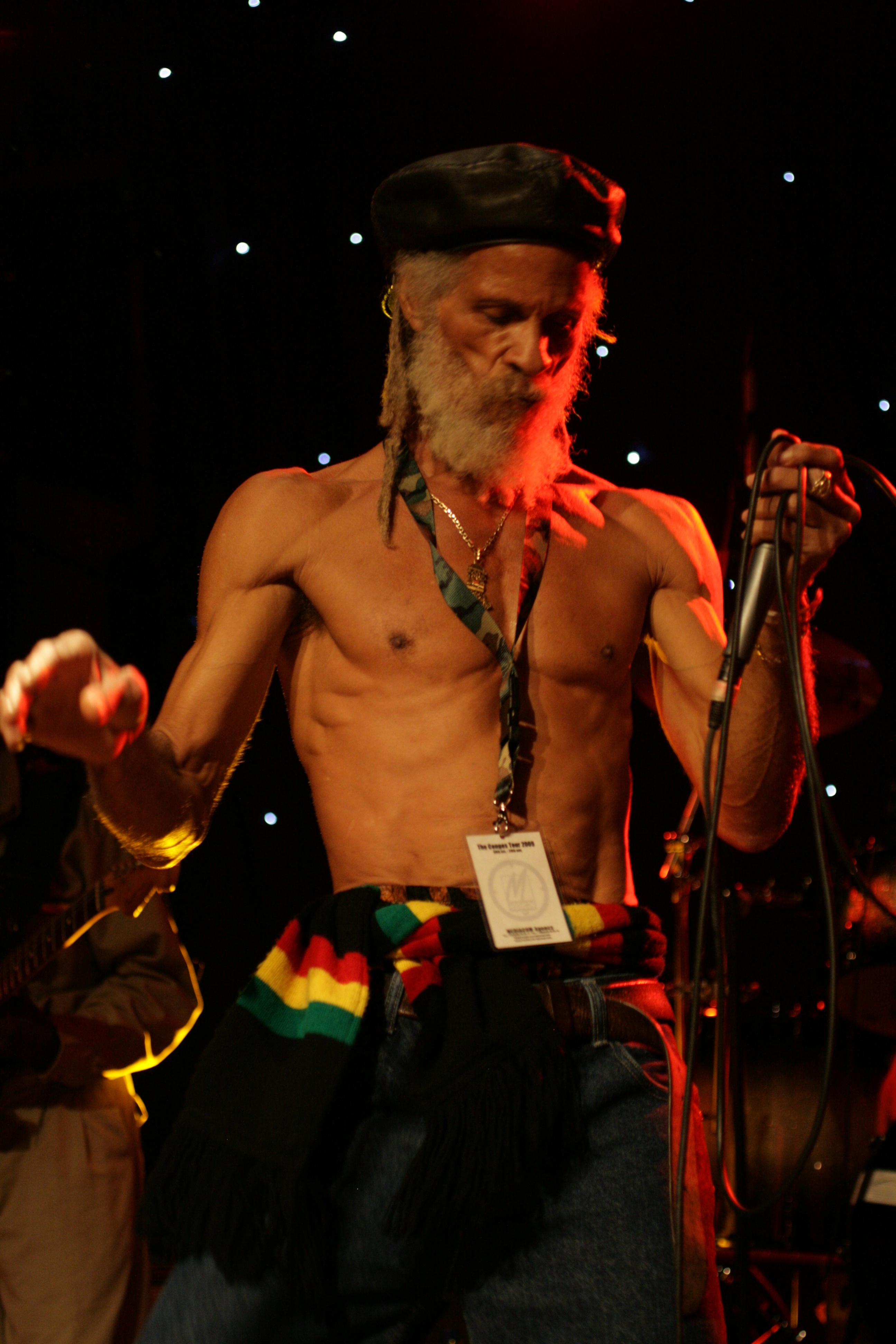
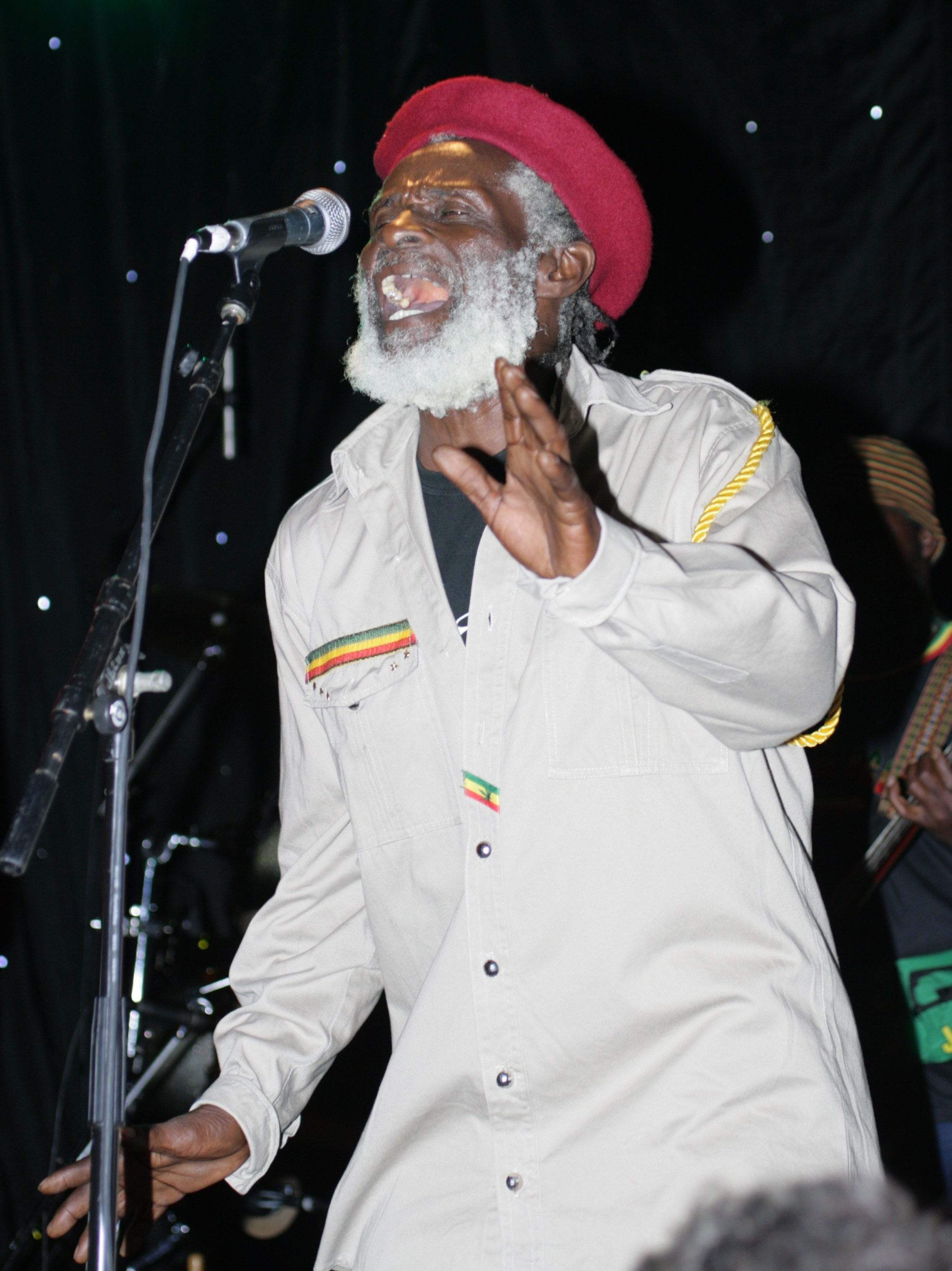
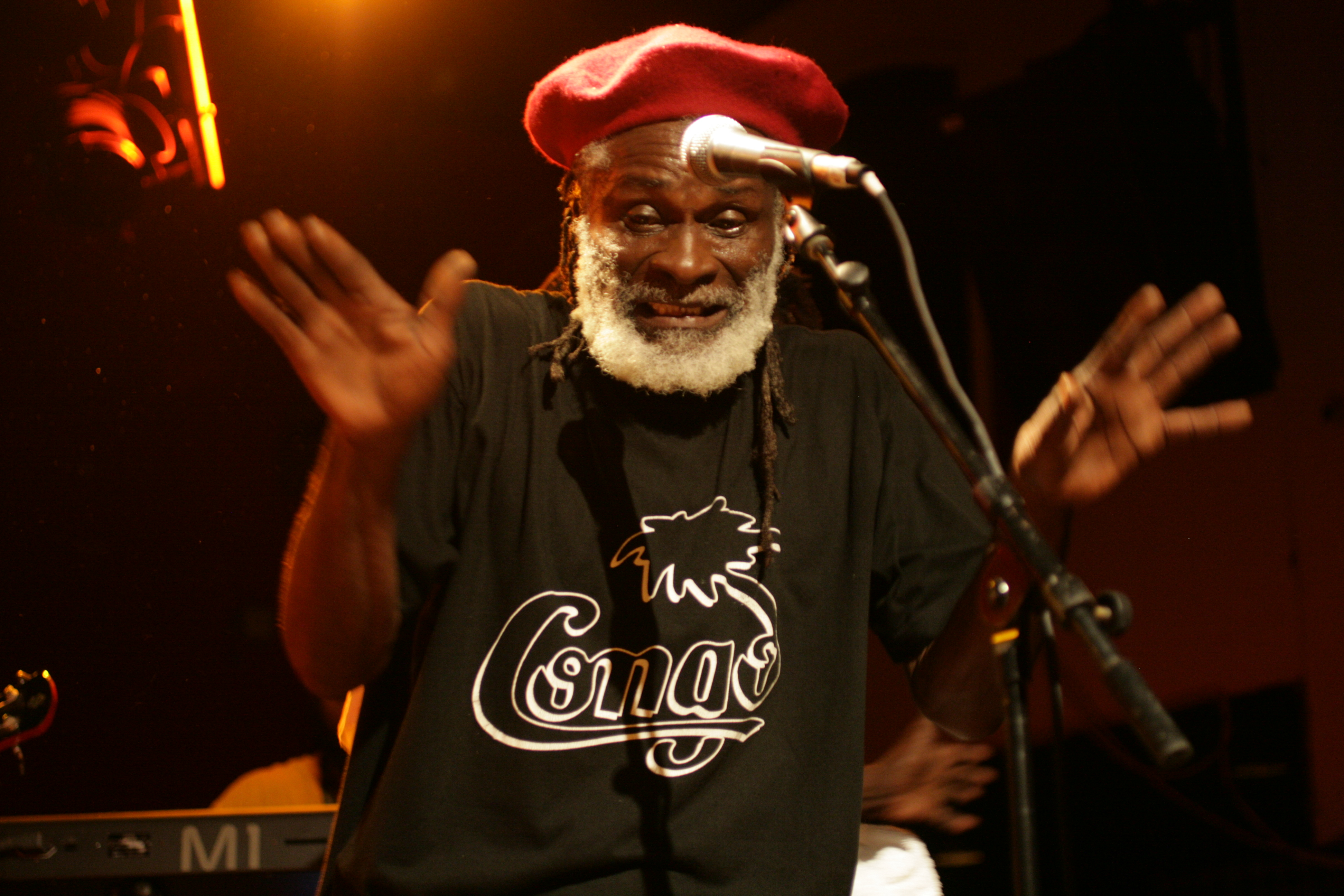

The Congos på konsert i Stockholm. Göta Källare.